# Chelsea (Alabama)
Chelsea is een plaats (town) in de Amerikaanse staat Alabama, en valt bestuurlijk gezien onder Shelby County.

## Demografie
Bij de volkstelling in 2000 werd het aantal inwoners vastgesteld op 2949.
In 2006 is het aantal inwoners door het United States Census Bureau geschat op 3700, een stijging van 751 (25,5%).

## Geografie
Volgens het United States Census Bureau beslaat de plaats een oppervlakte van
26,1 km², waarvan 26,0 km² land en 0,1 km² water. Chelsea ligt op ongeveer 191 m boven zeeniveau.

## Plaatsen in de nabije omgeving
De onderstaande figuur toont de plaatsen in een straal van 16 km rond Chelsea.